# Воффинден, Тай
Тай Уоффинден (англ. Tai Woffinden; род. 10 августа 1990, Сканторп, Великобритания) — английский спидвеист, чемпион мира по спидвею 2013 года. В серии Speedway Grand Prix 2013 набрал 151 очко, выиграл Гран-При Чехии, завоевал серебро на этепах Гран-При Италии и Словении, бронзу на этапах Польши и Латвии.

## Биография
Тай Воффинден родился в Сканторпе, в семье бывшего гонщика на спидвее Роба Воффиндена, который умер от рака в 2010 году. Хотя Тай родился в Великобритании и выступал в качестве британского гонщика, он вырос в Перте, Западная Австралия, после того как его родители Роб и Сью решили переехать в 1994 году.
В память о покойном отце гонщик сделал себе татуировку на спине в виде портрета Роба и его последние слова перед смертью.
Сейчас живет в Дерби с матерью Сьюзан Воффинден и невестой Фей Капитт, с которой обручился в апреле 2015 года. Об эту весть Сьюзан сообщила в социальной сети Facebook.